# Obinna Nwaneri
Obinna Nwaneri (* 18. März 1982 in Lagos) ist ein nigerianischer Fußballspieler, der momentan bei Kelantan FA in Malaysia spielt. Der Name "Obinna" heißt in Igbo Vater's Herz. Er spielt als Innenverteidiger und seinen Stärken zählen Geschwindigkeit, Kontrolle und Timing.

## Karriere
Seine Karriere begann er beim nigerianischen Klub Julius Berger FC und danach beim Enyimba FC. Im Januar 2007 wechselte er zum Schweizer Verein FC Sion. 2008 zeigte auch Trabzonspor Interesse an ihm, jedoch blieb er vorerst beim FC Sion, um nach dem Ende der Saison 2009/10 zu Kazma SC nach Kuwait zu wechseln. Im Januar 2012 wechselte er nach dreimonatiger Vereinslosigkeit zu Kelantan FA.

### Karriereleiter
- 2000: Sein Talent wurde beim nigerianischen Klub Julius Berger FC entdeckt und wurde ins Profiteam eingezogen. Er trug auch einen großen Teil dazu bei, dass sein Verein die Nigerianische Premier League gewann.

- 2001: Nach einer erfolgreichen Saison wurde er als einer der besten Abwehrspieler in der Liga erklärt. Ihren Titel konnten sie in dieser Saison nicht verteidigen und flogen sogar im Pokal raus.

- 2002: Er gewann den nigerianischen Pokal mit einem 3:0-Sieg gegen die Lobi Stars.

- 2003: Er wechselte zum nigerianischen Topklub FC Enyimba und bildete ein Traumduo mit Romanus Orjinta. Sie verteidigten die Nigerianische Premier League zum dritten Mal in Folge und gewannen sogar den CAF Super Cup.

- 2004: Er wurde Kapitän vom FC Enyimba FC und gewann die CAF Champions League gegen Étoile Sportive du Sahel aus Tunesien im Elfmeterschießen mit 5:3. Er schoss sogar den entscheidenden fünften Elfmeter. Doch in diesem Jahr gewannen sie nicht die Nigerianische Premier League. Die Orlando Pirates verhandelten mit Obinna und seinem Verein. Doch der Transfer platzte, da man sich nicht über eine Ablösesumme einigen konnte.

- 2004–2005: Obinna wechselte im Januar 2005 zum tunesischen Klub Espérance Tunis.

- 2005–2006: Er wurde für die nigerianische Fußballnationalmannschaft zur Fußball-Afrikameisterschaft 2006 nominiert.

- 2006–2007: Im Januar 2007 unterschrieb er einen Vertrag beim FC Sion

- 2008: Der türkische Verein Trabzonspor zeigte Interesse an ihm, jedoch blieb er beim FC Sion.

- 2010: Nach dem Ende der Saison 2009/10 folgte sein Wechsel zu Kazma SC nach Kuwait.

- 2012: Nachdem Nwaneri knapp drei Monate lang vereinslos war, unterschrieb er einen Vertrag beim malaysischen Klub Kelantan FA.[2]